# Edward Davidson
Edward S. Davidson (Boston, 27 de dezembro de 1939) é um cientista da computação estadunidense. É professor emérito de engenharia elétrica e ciência da computação da Universidade de Michigan, Ann Arbor.
Davidson estudou matemática na Universidade Harvard com um grau de bacharel em 1961 e ciências da comunicação na Universidade de Michigan com um mestrado em 1962. Trabalhou então até 1965 como engenheiro da Honeywell em planejamento lógico. Obteve um doutorado em engenharia elétrica 1968 na Universidade de Illinois em Urbana-Champaign, tornando-se no mesmo ano professor na Universidade Stanford e em 1973 professor na Universidade de Illinois. Em 1988 tornou-se professor na Universidade de Michigan, onde dirigiu de 1988 a 1990 a Faculdade de Ciência da Computação, de 1994 a 1997 o Centro de Computação Paralela e em 2000 se aposentou.

## Prêmios e condecorações
- 1992 Prêmio Memorial Harry H. Goode por "pivotal seminal contributions to the design, implementation, and performance evaluation of high performance computer systems."[2]
- 2000 Prêmio Eckert–Mauchly "for his seminal contributions to the design, implementation, and performance evaluation of high performance pipelines and multiprocessor systems"[3]